# Association des jeunes de Mzouazia
Maillots
Actualités
Dernière mise à jour : 19 décembre 2021.
Jumeaux de Mzouazia, plus couramment abrégée en AS Jumeaux, est un club de football français fondé en 1946 et basé à Mzouazia, village de la commune de Bouéni à Mayotte.
Le club joue ses matchs à domicile au Stade de Mzouazia, doté de 500 places.

## Histoire

### Premier sacre de l’histoire
Lors de la saison 2021 après une saison honorable, les Jumeaux réussissent à faire le doublé championnat et coupe de Mayotte. C’est leur premier sacre de l’histoire.

### Parcours en coupe de France

#### Une campagne mémorable
Le samedi 13 novembre 2021, les Jumeaux de Mzouasia s’imposent 1 à 5 contre le CS Plédran à Saint-Brieuc. Lors du 8e tour les Jumeaux affrontent Plancoët-Arguenon au stade du Roudourou, score final 3 à 1 pour les ultramarins.
En décembre 2021, le club participe au 32e de final de la coupe de France mais doit s’incliner sur un score lourd de 10 à 0. Néanmoins c’est le deuxième club de Mayotte à atteindre ce stade de la compétition.

## Palmarès
| Compétitions nationales |
| --- |
| - Championnat de Mayotte : - champion : 2021 - Vice-champion : 2017, 2019, 2022. - Coupe de Mayotte (3) : - Vainqueur : 1999, 2014 et 2021. - Finaliste : 2013. |

## Présidents du club
- Ben Zoubair
- Mohamed Kamal Eddine[10]
- Lami Alonzo[11]